# Алмерия (провинция)
Алмерѝя (на испански: Almeria) е провинция в югоизточна Испания, част от автономна област Андалусия. Граничи с провинциите Гранада на запад и Мурсия на североизток и със Средиземно море от юг и изток. Административен център е град Алмерия.
Населението на провинцията е 665 099. Освен столицата Алмерия (186 651 ж.), други по-големи градове включват Ел Ехидо (78 105), Рокетас де Мар (71 279), Нихар (25 287), Адра (23 742), Викар (20 743).